# Campeonato Sul-Americano de Futebol Feminino de 1991
O Campeonato Sul-Americano de Futebol Feminino de 1991 foi realizado em Maringá, Brasil. Foi a primeira edição do torneio, que serviu como qualificatória da Conmebol para a Copa do Mundo de Futebol Feminino de 1991.

## Seleções participantes
Participaram três equipes no torneio que jogaram entre si numa única rodada.
- Brasil
- Chile
- Venezuela

## Jogos
| Selecção  | Pts | J | V | E | D | GM | GS | SG  |
| --------- | --- | - | - | - | - | -- | -- | --- |
| Brasil    | 4   | 2 | 2 | 0 | 0 | 12 | 1  | +11 |
| Chile     | 2   | 2 | 1 | 0 | 1 | 2  | 6  | -4  |
| Venezuela | 0   | 2 | 0 | 0 | 2 | 0  | 7  | -7  |

| 28 de abril | Brasil | 6 – 1 | Chile | Willie Davids, Maringá |
|             |        |       |       |                        |

| 1º de maio | Chile | 1 – 0 | Venezuela | Willie Davids, Maringá |
|            |       |       |           |                        |

| 5 de maio | Brasil | 6 – 0 | Venezuela | Willie Davids, Maringá |
|           |        |       |           |                        |

## Premiações

### Campeã
| Vencedor         |
| ---------------- |
| BRASIL 1º título |